# Tor Arne Hetland
Pour les articles homonymes, voir Hetland.
Tor Arne Hetland, né le 12 janvier 1974 à Stavanger, est un ancien skieur de fond norvégien spécialiste du sprint. Dans sa carrière, il a obtenu tous les titres individuels possibles en sprint : le titre olympique, le titre mondial et un globe de cristal de la spécialité.

## Palmarès

### Jeux olympiques
- Jeux olympiques de 2002 à Salt Lake City (États-Unis) :
  -  Médaille d'or en sprint individuel.
- Jeux olympiques de 2006 à Turin (Italie) :
  -  Médaille d'argent en sprint par équipe.

### Championnats du monde
- Lahti 2001
  -  Médaille d'or en sprint.
  -  Médaille d'or au relais 4 × 10 km.
- Val di Fiemme 2003
  -  Médaille de bronze en sprint.
- Oberstdorf 2005
  -  Médaille d'argent en sprint.
  -  Médaille d'or en sprint par équipe.

### Coupe du monde
- 3e du classement général de la Coupe du monde en 2005 et 2006.
- Vainqueur du classement du sprint en 2005.
- 30 podiums individuels dont 11 victoires.

#### Détail des victoires
- 1995-1996 : 
  - Sprint libre de Reit im Winkl
- 1998-1999 : 
  - Sprint libre de Garmisch-Partenkirchen
  - Sprint libre d'Engelberg
- 2000-2001 : 
  - Sprint libre d'Engelberg
- 2002-2003 :
  - Sprint libre de Clusone
  - Sprint classique de Cogne
- 2004-2005 :
  - Sprint libre de Berne
  - Sprint classique de Drammen
- 2005-2006 :
  - 15 km classique de Beitostølen
  - Sprint libre de Vernon
- 2007-2008 :
  - 30 km libre avec départ en ligne de Rybinsk

Il compte aussi 2 victoires d'étapes au Tour de ski (2006/2007 et 2008/2009).